# 조선민주주의인민공화국 교통체신위원회
교통체신위원회(交通遞信委員會)는 우편, 우편 환금, 택배 관세, 생명 보험, 우편 연금, 우편물 출항세에 관한 사무와 자동차 생산, 수출, 수입 등의 업무를 관장하는 조선민주주의인민공화국의 내각 중앙 행정기관의 하나이다.
1967년 12월 28일 교통성과 체신성이 통합, 교통체신위원회로 개편, 설립되었으며 1977년 12월 15일 해체되었다.

## 연혁
- 1948년 9월 2일 내각 수립과 동시에 체신성, 교통성 발족
- 1967년 12월 28일 교통성과 체신성 통합, 교통체신위원회로 출범
- 1977년 12월 15일 폐지

## 역대 위원장, 부위원장

### 역대 위원장
- 현무광 1967년 12월 28일 ~ 1972년
- 현무광 1972년 ~

### 역대 부위원장
- 박용석 1967년 12월 28일 ~ 1972년
- 리철봉 1972년 ~
- 김영채 1972년 ~

## 산하 기관
- 륙운국
- 해운국
- 조쏘항공사